# Abgasrückführung

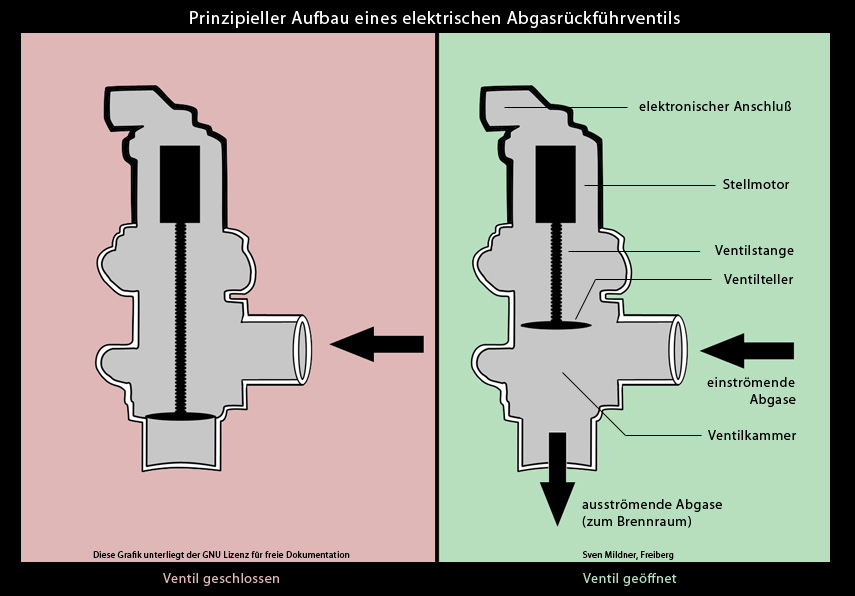
Aufbau eines Abgasrückführventils

Die Abgasrückführung (AGR, veraltet ARF, engl. EGR Exhaust Gas Recirculation) bezeichnet die Rückführung von Abgasen in den Verbrennungskreislauf. Sie dient der Emissionsminderung von Stickoxiden (NOx), die bei der Verbrennung von Kraftstoff in Ottomotoren, Dieselmotoren, Gasturbinen, Heizkesseln usw. entstehen. Mit der Abgasrückführung werden Stickoxide bereits während der Verbrennung vermindert, denn alleine mit Maßnahmen der Abgasnachbehandlung (selektive katalytische Reduktion, NOx-Speicherkatalysator), die zu einer chemischen Reduktion der Stickoxide führen, sind die vorgeschriebenen Emissionsgrenzwerte nur mit hohem Aufwand einhaltbar. Das gilt insbesondere seit Einführung der Euro-6-Grenzwerte für PKW im September 2014. Bei Dieselmotoren ist die Abgasrückführung eine der wichtigsten Maßnahmen zur Senkung der Stickoxidemissionen. Bei Ottomotoren trägt die Abgasrückführung außerdem zu einer Senkung der Ladungswechselverluste bei und reduziert damit zusätzlich noch den Kraftstoffverbrauch im Teillastbereich. Bei der geschichteten AGR wird das rückgeführte Abgas bewusst inhomogen – außerhalb des Kerzen- oder Einspritzventil-Bereichs – verteilt, um im Kernbereich der Verbrennung nur einen geringen Abgasanteil zu haben.
Im Zusammenhang mit Großanlagen wird das Verfahren als Rauchgasrezirkulation bezeichnet.

## Zielsetzung

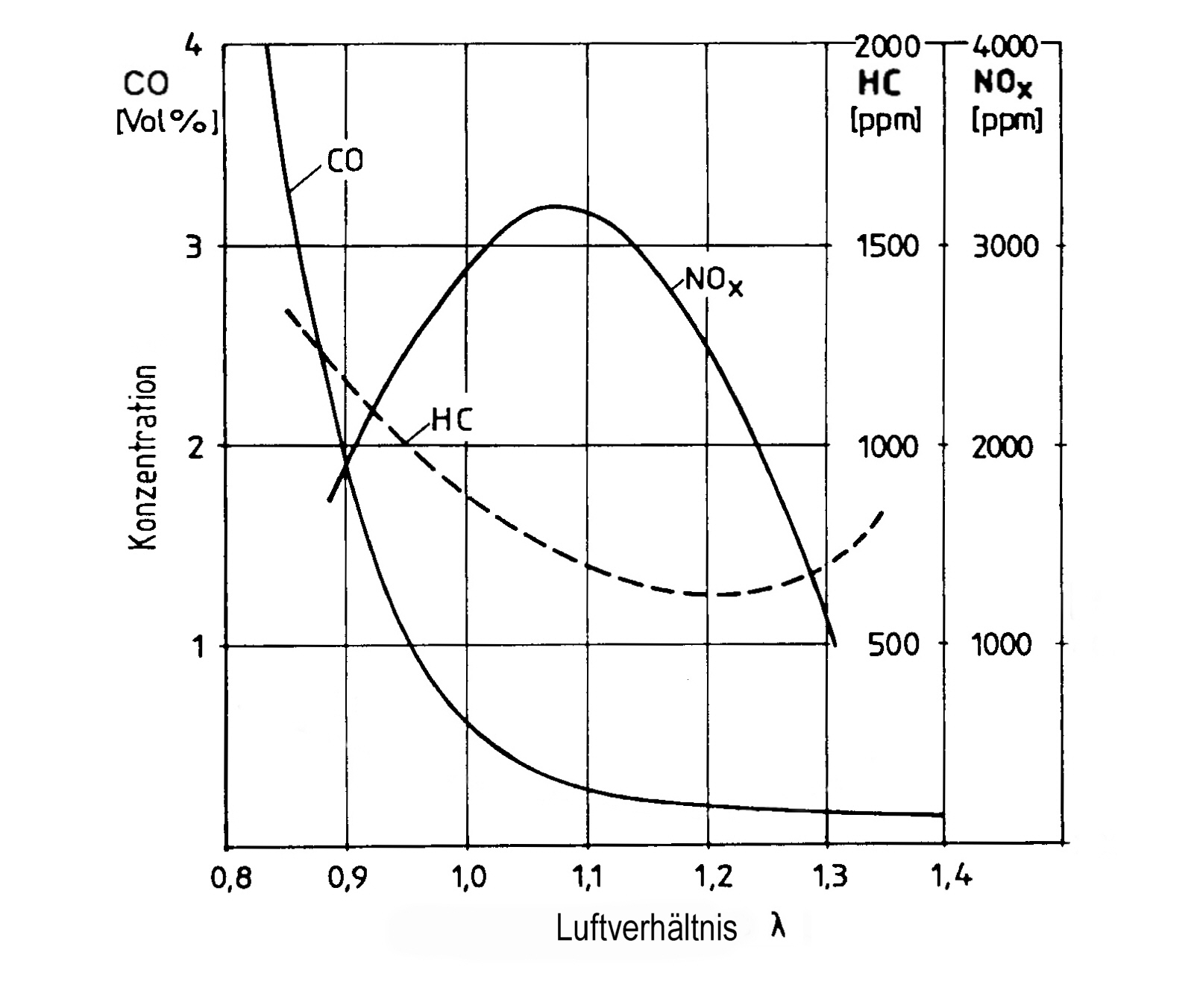
Verlauf der Schadstoff-Konzentration im Abgas als Funktion der Luftzahl λ bei einem Ottomotor

Bei hohen Verbrennungstemperaturen entstehen im Motor umweltschädliche Stickoxide. Je höher die Verbrennungstemperaturen im Zylinder sind und je länger der Zeitraum oberhalb 2300 K Verbrennungstemperatur, desto höher ist auch der Anteil von Stickoxiden im Abgas. Dieser Zusammenhang wird in den Gleichungen des Zeldovich-Mechanismus beschrieben. Ein entscheidendes Kriterium ist dabei das Verbrennungsluftverhältnis, wie man nebenstehender Grafik entnehmen kann. Unterhalb eines stöchiometrischen Luftverhältnisses λ = 1 (also bei fetten Gemischen) ist der NOx-Anteil sehr gering, weil die Sauerstoffmoleküle für die Oxidation der Kohlenstoff- und Kohlenwasserstoffmoleküle benötigt werden. Bei Luftverhältnissen oberhalb λ = 1 (also bei zunehmend mageren Gemischen) steigen zunächst die Stickoxidemissionen deutlich an, da das Angebot an freiem Sauerstoff wächst. Je größer das Luftverhältnis λ eingestellt ist, desto größer ist auch das Sauerstoffangebot, allerdings sinkt die Verbrennungstemperatur bei weiter steigendem Luftverhältnis. Das Maximum der Stickoxidbildung ist in der Grafik bei λ = 1,1 erreicht. Wird in diesem Beispiel der Motor noch magerer betrieben, fallen die Stickoxidanteile aufgrund der sinkenden Verbrennungstemperatur wieder.
Bei der Beschreibung der Zielsetzung muss zwischen Otto- und Dieselmotoren unterschieden werden. Grundsätzlich jedoch gilt folgender Zusammenhang:
Bei der Verbrennung eines Kraftstoff-Luft-Gemisches im Brennraum eines Verbrennungsmotors werden die Kohlenwasserstoff-Moleküle des eingesetzten Kraftstoffs mit Luftsauerstoff oxidiert. Der eingesetzte Sauerstoff wird beim Ottomotor vollends aufgebraucht (stöchiometrische Verbrennung), so dass sich im Abgas nahezu keine Sauerstoff-Moleküle mehr befinden.
Nach dem Zeldovich-Mechanismus steigt die Stickoxidbildung exponentiell mit der Verbrennungstemperatur. Wird der eingesetzten Reinluft Abgas zugemischt, sinkt die Sauerstoffkonzentration des Gemisches. Aufgrund der so verursachten geringeren Sauerstoffkonzentration wird weniger Kraftstoff eingespritzt, um diesen trotzdem vollständig zu verbrennen. Dadurch sinken sowohl die Heizenergie des Gemisches sowie Reaktionsgeschwindigkeit und Verbrennungstemperatur (und infolgedessen auch die Motorleistung). Daher bilden sich weniger Stickoxide; Kühlen des rückgeführten Abgases verstärkt den Effekt.

## Systematik
- Interne AGR: Das Auslassventil bleibt – geregelt über die Nockenwellenverstellung – während des Ansaugtakts zeitweise geöffnet, wodurch Abgas direkt in den Zylinder zurückgesaugt wird.
- Externe AGR: Das Abgas wird aus dem Abgastrakt entnommen und über eine Leitung, einen Kühler und ein Ventil dem Ansaugtrakt zugeführt.

Externe AGR werden abhängig vom Abgas-Entnahmepunkt eingeteilt:
- Niederdruck-AGR: Die Entnahme erfolgt nach dem Partikelfilter, die Einleitung erfolgt vor dem Turboverdichter.
- Hochdruck-AGR: Die Entnahme erfolgt vor der Turbine des Turboladers und der Abgasnachbehandlung, die Einleitung nach dem Ladeluftkühler und bei Ottomotoren der Drosselklappe.
- Mehrweg-AGR: Dabei handelt es sich um eine Kombination aus Nieder- und Hochdruck-AGR. Sie wird beispielsweise beim Mercedes-Benz-OM651-Motor für die Fahrzeugbaureihe A 220 CDI eingesetzt.

### Dieselmotoren
Die Anwendung der AGR beim Dieselmotor ist seit jeher geprägt von dem Zielkonflikt, geringe Stickoxidemissionen bei gleichzeitiger Minimierung der Partikelemissionen zu gewährleisten. Hohe Abgasrückführraten ziehen geringe Stickoxidemissionen nach sich, fördern jedoch die Bildung von Rußpartikeln während der Verbrennung. Da beides durch die bestehenden Abgasnormen – beispielsweise die zurzeit in Europa gültige Norm Euro 6 – limitiert ist, gilt es hier genau abzuwägen, wie viel Abgas der Verbrennung wieder zugeführt werden kann. Bei steigender Motorlast nimmt die Neigung des Dieselmotors zur Emission von Rußpartikeln zu. In solchen Betriebszuständen ist also dafür Sorge zu tragen, dass die zusätzlich rußfördernde hohe Rückführrate zurückgenommen wird, um sichtbare Rußausstöße – etwa bei einer Beschleunigung des Fahrzeugs – zu vermeiden. Hierfür ist das Motormanagement verantwortlich. Eine schnelle Erfassung des jeweiligen Motorbetriebspunktes und eine schnelle Ansteuerung des Rückführventils ermöglichen eine zeitgerechte Anpassung der Rückführrate. Dies ist nur möglich, wenn die Konstruktion des Rückführventils solch schnelle Reaktionen ermöglicht. Mit einer pneumatischen Ansteuerung, wie sie früher üblich war, oder einer elektromagnetischen Betätigung ist man möglicherweise nicht schnell genug. Will man trotzdem auf ein solches Konzept bauen, etwa aus Kostengründen, muss man generell die Höhe der Rückführraten begrenzen und versuchen, die Stickoxide mit anderen Maßnahmen zu begrenzen.

### Ottomotoren
Beim Ottomotor ist die Zielsetzung für den Einsatz eines Abgasrückführsystems eine andere. Hier steht nicht die Minimierung des Schadstoffausstoßes im Vordergrund, sondern die Reduzierung des Kraftstoffverbrauchs. Dieser wird, insbesondere bei Teillast, durch die Ladungswechselverluste beeinflusst. Die gekühlte Hochlast-AGR birgt ein erhebliches Potenzial zur Absenkung des Volllast-Kraftstoffverbrauchs in einer Größenordnung von −15 %.
Im Teillastbetrieb eines konventionellen Ottomotors erzeugt die Drosselklappe einen Unterdruck im Ansaugkanal, wodurch die angesaugte Luftmasse sinkt und die Motorleistung demzufolge reduziert ist. Gleichzeitig nimmt die Ladungswechselarbeit zu. Das ist seit jeher das Prinzip der Leistungsregulierung beim Ottomotor. Durch Zumischung von Abgas wird für eine gegebene Kraftstoffmenge die Drosselung der Reinluft verringert, folglich werden die zugehörigen Verluste (Ladungswechselverluste) reduziert.
Handelt es sich um einen Ottomotor mit direkter Einspritzung in den Brennraum und Ladungsschichtung, verbrennt im Teillastbetrieb der Kraftstoff von vorneherein bei Luftüberschuss, d. h. mit weit geöffneter Drosselklappe. Hierdurch sind die Drosselverluste kleiner, der Verbrauch bereits reduziert. Ein zündfähiges Gemisch befindet sich nur rings um die Zündkerze. In diesen Betriebszuständen hat die AGR eine ähnliche Wirkung wie beim Dieselmotor: die Verbrennungstemperatur wird abgesenkt und die Stickoxidemissionen verringert.

## Funktionsweise

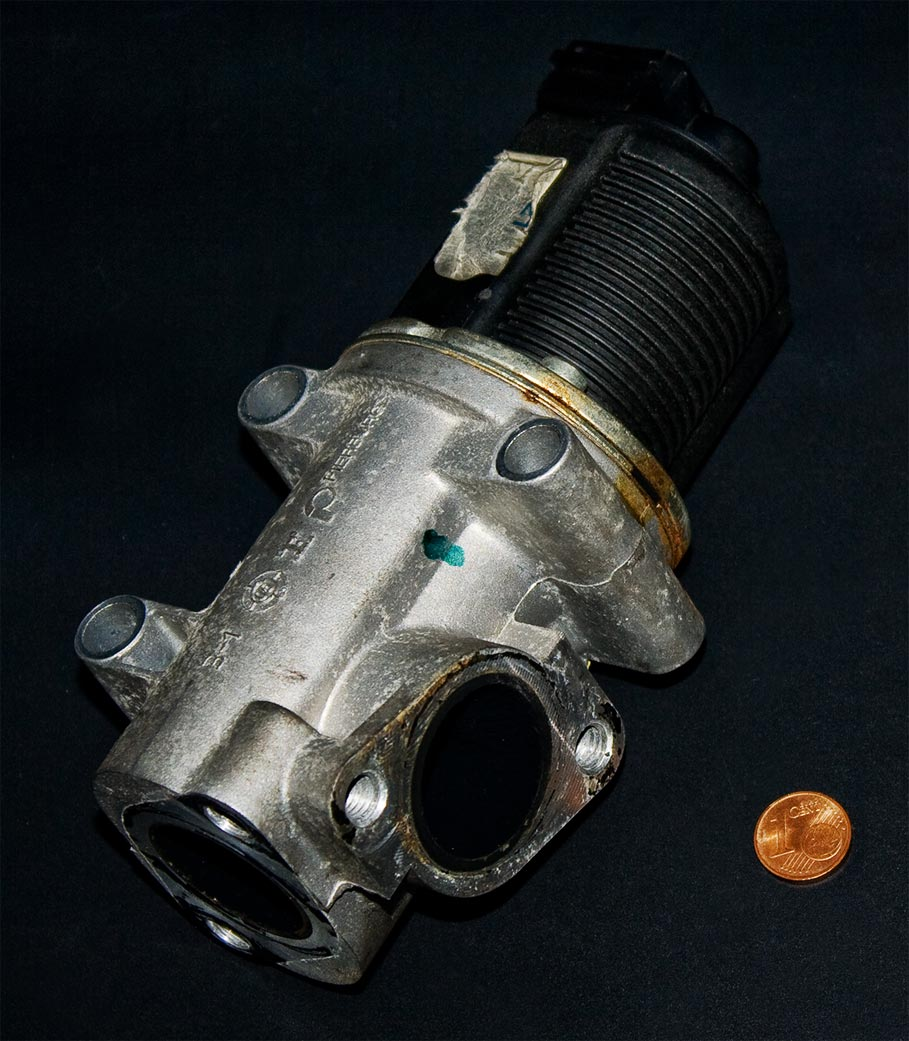
Abgasrückführventil des Opel Astra H (CDTI)

Durch Zuführen eines inerten Gases wird die Entstehung von Stickoxiden vermindert. Ein solches inertes Gas ist beispielsweise Abgas, von dem ein kleiner Teil zurück in den Brennraum geleitet wird. Die schnelle Oxidation von Kraftstoffmolekülen wird durch das Vorhandensein von Abgasmolekülen behindert. Die Temperaturspitzen und die NOx-Emissionen werden somit abgesenkt. Unterstützt wird dieser Effekt durch die höhere Wärmekapazität der Hauptbestandteile des Abgases Kohlendioxid und Wasser (in gasförmigem Zustand).
Das Abgas wird in den Ansaugraum zurückgeführt, indem ein Teil über ein Rohr der angesaugten Frischluft zugemischt wird. Der Anteil des zurückgeführten Abgases darf aber auch nicht zu hoch werden, da ansonsten die Partikelemission (Ruß) zu stark ansteigt. Die Grenze ist dabei von Last und Drehzahl des Motors abhängig. Die Regelung der Rückführung übernimmt ein außerhalb des Motors angebrachtes Abgasrückführventil (externe Abgasrückführung). In gewissen Grenzen regelbar wird zudem systembedingt bei allen 4-Takt-Motoren das Abgas während des Ansaugtaktes durch ein offenes Auslassventil wieder angesaugt (interne Abgasrückführung).

### Hochdruck-Abgasrückführung (HD-AGR)
Da die rückgeführten Abgase der sogenannten heißen bzw. HD-AGR hohe Temperaturen aufweisen (bis zu 400 °C), würde es durch die Zumischung des inerten Abgases zur Frischluft im Saugrohr zu verringerten Luftmassen kommen. Das hätte zur Folge, dass die Füllung abnimmt, der Motor mit geringerem Luftverhältnis arbeitet und zudem die mittlere Temperatur der Frischladung zunimmt, was kontraproduktiv wäre. Euro-3-Konzepte verfügten noch über eine nicht gekühlte AGR. Fahrzeuge ab Euro 4 besitzen meist eine gekühlte AGR-Strecke. Das gilt vor allem für schwerere Fahrzeuge. Mittlerweile existieren aber weitaus aufwendigere AGR-Konzepte.

### Niederdruck-Abgasrückführung (ND-AGR)
ND-AGR wird weiter hinten, nach dem Dieselpartikelfilter (DPF) aus dem Abgasstrang entnommen und vor dem Turbolader wieder zugeführt, was mit kühlerer und partikelarmer AGR einige Vorteile gegenüber HD-AGR bietet:
- Ansaugluft wird nicht durch heißes Abgas erwärmt, was den Liefergrad verbessert.
- Der Abgasmassenstrom wird erst nach der Turbine des Abgasturboladers (ATL) reduziert, der so effektiver arbeitet und besser auf Lastwechsel anspricht.

Ein technisch zu lösendes Problem der ND-AGR ist, dass durch Taupunktsunterschreitung der Abgase Kondensat ausfallen und Korrosion besonders am Verdichter verursachen kann.

### Mehrwege-Abgasrückführung
Die Mehrwege-Abgasrückführung kombiniert eine Hochdruck-Abgasrückführung und eine Niederdruck-Abgasrückführung. Zum Beispiel wird bei den VW-Motoren EA288 und EA288 evo eine ungekühlte Hochdruck-Abgasrückführung mit einer gekühlten Niederdruck-Abgasrückführung verwendet. Die Niederdruck-Abgasrückführung dient der Verringerung der Verbrennungstemperatur, und somit der Verringerung der bei der Verbrennung entstehenden Stickoxide. Die Hochdruck-Abgasrückführung wird zugemischt, um die Abgastemperatur zu erhöhen und so im Niederlastbereich ein Auskühlen des Abgasnachbehandlungssystems zu verhindern.

### Abgasrückführung bei Ottomotoren
Bei Ottomotoren wird die Abgasrückführung bewusst zum Absenken des spezifischen Kraftstoffverbrauchs im Teillastbereich eingesetzt. Das Hinzufügen nicht brennbaren Gases ermöglicht es, bei gleicher Motorleistung die Drosselklappe weiter zu öffnen und die Strömungsverluste an dieser Stelle zu verringern. Bei gezieltem Einsatz einer Abgasrückführung kann so der Verbrauch eines Ottomotors in Teillast mit nur geringen Nachteilen in der Fahrbarkeit abgesenkt werden.

### Steuerung der Abgasrückführung
Die Abgasrückführung findet überwiegend im Teil- und Mittellastbereich statt. Je schwerer das Fahrzeug, desto höher das Lastspektrum; schwere Nutzfahrzeuge verwenden AGR auch bei Volllast.
Auch neue Ottomotor-Konzepte nutzen Volllast-AGR als Alternative zur Anfettung. Die maximalen Abgasrückführungsraten betragen bei Dieselmotoren etwa 60 %, bei Direkteinspritzer-Otto-Motoren etwa 50 % und bei konventionellen Saugrohr-Ottomotoren etwa 20 %.
Die interne AGR (allein Ottomotoren) wird heute über verstellbare Nockenwellen gesteuert. Bei älteren Nockenwellenantrieben ohne Verstellung ist die interne AGR – soweit überhaupt vorhanden – konstruktiv festgelegt.
Zur AGR-Regelung werden entsprechende Einrichtungen nötig. Die Lagerückmeldung dient dabei zur reinen Vorsteuerung der AGR-Rate, die eine Funktion von Druck und Temperatur am Einlass ist. Zur tatsächlichen Regelung der Luftmasse braucht es stets einen Luftmengen- oder Luftmassenmesser (HFM) und/oder gute Luftmassenmodelle, die eine Steuerung ermöglichen.
Bei Fahrzeugen mit On-Board-Diagnose (OBD) erfolgt die Überwachung der Abgasrückführung (je nach Fahrzeughersteller) über HFM (Luftmengenabweichung), über die Lagerückmeldung des AGR-Ventils und zum Teil über weitere Druck- und Temperatursensorik im Saugrohr, so vorhanden. Die Sensoren melden dem Steuergerät, ob das System regelt und aktuiert. Bleibt die Rückmeldung aus, wird vom Motormanagement bzw. vom Motorsteuergerät die MIL = (Malfunction Indicator Light = Motorfehlerkontrollleuchte) im Kombiinstrument aktiviert.

## Verbreitung
Viele PKW mit Euro-3-, die meisten mit Euro-4- und zwingend alle PKW mit Euro-5-Abgasnorm verfügen über ein System zur Abgasrückführung.
Im Nutzfahrzeugbereich ist bis zur Euro-3-Norm eine gekühlte AGR der Standard. Ab Euro 4, welche ab 2005 für neu entwickelte Fahrzeugtypen zur Pflicht wurde, gab es die gekühlte AGR zum Teil noch bei MAN und Scania. Für die nachfolgenden Abgasnormen war die Reduzierung der Stickoxide durch die AGR nicht ausreichend und es wird seitdem zusätzlich die selektive katalytischen Reduktion (SCR) eingesetzt. Außerdem gibt es Euro VI-Nutzfahrzeuge ohne Abgasrückführung, zum Beispiel von Scania.

## Zielkonflikte und Problemlösungen
Generell besteht ein Zielkonflikt zwischen geringen Ruß- und Stickoxid-Emissionen. Erstere entstehen vermehrt bei geringen Brennraumtemperaturen, während sich bei hohen Temperaturen deutlich mehr NOx bildet. Auch die Leistung wird durch AGR negativ beeinflusst; die höchstmögliche Leistung kann mit Rücksicht auf die Stickoxid-Emissionen nicht erreicht werden.
Aus dem Einsatz niedriger Verbrennungstemperaturen folgt zudem ein Anstieg an Kohlenmonoxid, Ruß und an unverbrannten Kohlenwasserstoffen im Abgas. Eine Lambdasonde, welche die Sauerstoffkonzentration im Abgas misst und entsprechend die Kraftstoffzufuhr regelt, kann diesen unerwünschten Effekt in Verbindung mit einem Fahrzeugkatalysator weitestgehend minimieren. Um diesen Zielkonflikt völlig zu umgehen und um die zukünftigen Abgasnormen zu erfüllen, werden bei modernen PKW vermehrt NOx-Speicherkatalysatoren (engl. NSC oder LNT, Lean NOx Trap) eingebaut. Die meisten Nutzfahrzeughersteller, zunehmend auch PKW-Hersteller, setzen hingegen auf die selektive katalytische Reduktion (engl. SCR). Dabei wird der Motor auf maximale Leistung und minimale Rußbildung optimiert, was beides nur bei hohen Verbrennungstemperaturen möglich ist. Das dadurch entstandene Stickoxid wird dann in einem zweiten Schritt im SCR-Katalysator zu Stickstoff und Wasser reduziert.
AGR-Systeme sind bei niedrigeren Temperaturen als 20 °C anfällig für die Bildung von Ablagerungen wie z. B. Versottung und Verkokung. NSC- und SCR-Systeme sind anfällig auf Alterung oder Ablagerung deaktivierender „Gifte“ wie z. B. Schwefel und werden thermisch durch notwendige Regenerationsphasen belastet. Aus dem Drang, die Emissionstests zu bestehen, Kosten zu sparen und diese technischen Probleme zu umgehen, wurden Manipulationen der Steuersoftware vorgenommen, die als „Dieselgate“ bzw. Abgasskandal bekannt wurden.

## Mechanische Probleme

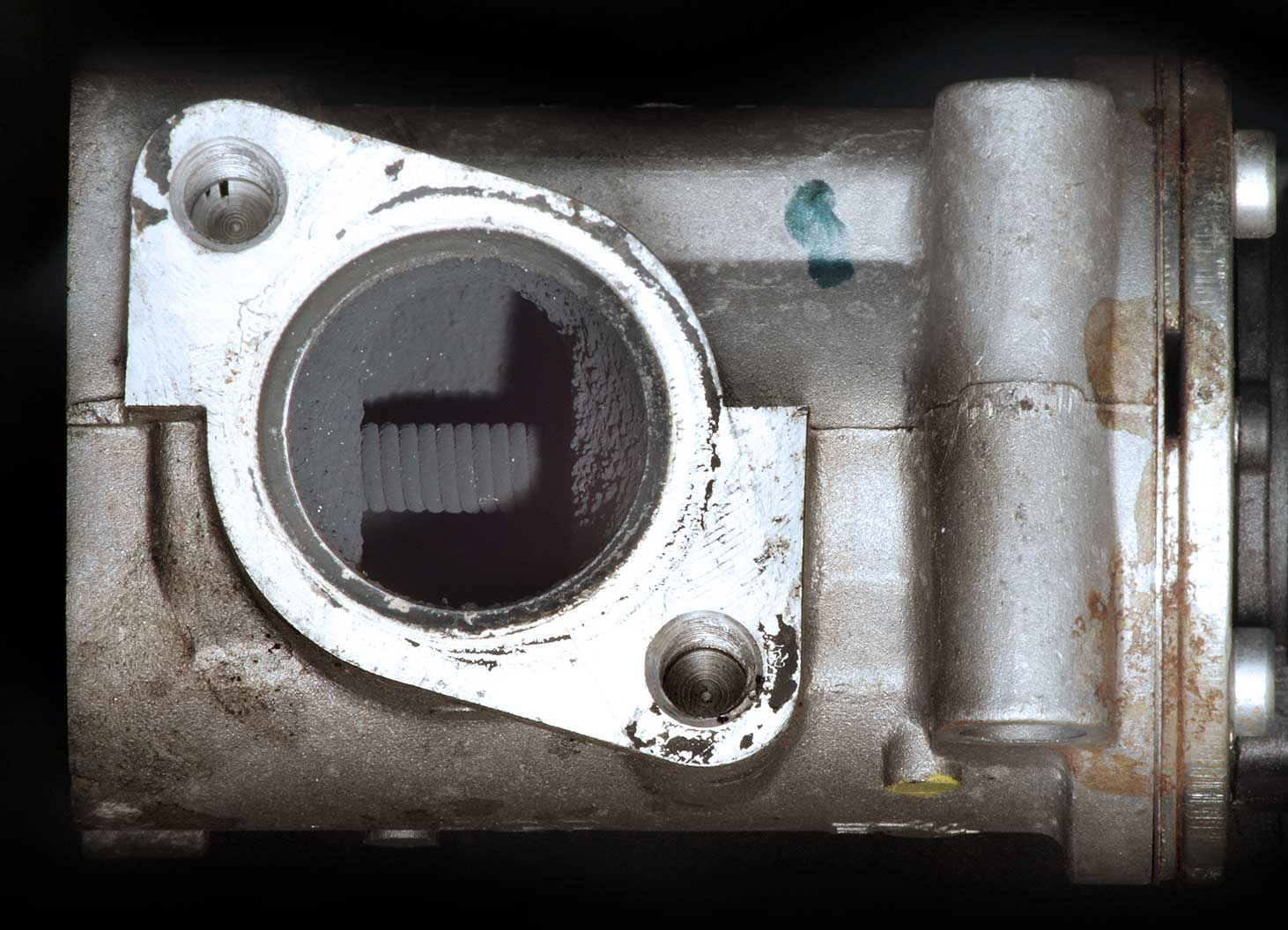
Starke Verrußung führte zum Defekt des AGR-Ventils

Vermehrte Rußansammlung im Ventil der Hochdruck-Abgasrückführung führt häufig zum Defekt. Schlechte Gasannahme und schließlich starker Leistungsverlust oder erhöhter Verbrauch können dann die Folge sein, je nachdem, in welcher Position das Ventil stehen bleibt. Ein weiterer Nebeneffekt ist das Verrußen der Luftzuführungssysteme (Ansaugbrücke) bis hin zu den Ventilen, was entweder eine gründliche Reinigung oder gar Tausch dieser Systeme erfordert. Die meisten Fahrzeuge, die mit einem AGR-System ausgestattet sind, zeigen den Defekt durch Aufleuchten von Motorkontroll- oder Werkstattlampe und durch Speichern eines Fehlercodes an. Um weiterhin die Abgasgrenzwerte der entsprechenden Euro-Norm zu erfüllen, ist auf jeden Fall eine Reparatur nötig.